# José Rondón (beisbolista)
José Gregorio Rondón (nacido en Villa de Cura, Estado Aragua, el 3 de marzo de 1994) es un beisbolista profesional venezolano que juega en la MLB, en la posición de 2B, con la organización Chicago White Sox. y en la Liga Venezolana de Béisbol Profesional (LVBP), con el equipo Los Leones del Caracas.

## Carrera en el Béisbol

### 2011
El 13 de enero de 2011 Rondón fue firmado por Los Angeles Angels of Anaheim como agente libre internacional. Hizo su debut profesional esa temporada con los Dominican Summer League Angels de la Dominican Summer League.

### 2012
El 4 de abril de 2012 Jose Rondon es asignado a los AZL Angels.
El 30 de agosto de 2012, Rondon asignado a Orem Owlz de la Pioneer League.

### 2014
En el 2014 lo ascendieron a la Clase A Avanzada (Fuerte) con los Inland Empire 66ers de la California League.
En julio jugó en el All-Star Futures Game como reemplazo de una lesión para Carlos Correa.
El 20 de junio de 2014 Inland Empire 66ers envían a SS José Rondón una asignación y rehabilitación con el equipo los Ángeles AZL.
El 19 de julio de 2014,	José Rondón es asignado a Lake Elsinore Storm de la California League.
El 31 de julio de 2014, Rondón, junto con Taylor Lindsey, R. J. Alvarez y Elliot Morris, fueron canjeados a los Padres de [San Diego por Huston Street y Trevor Gott. Los Padres lo asignaron a Lake Elsinore Storm de la California League de la Clase A Avanzada (Fuerte).
El 9 de octubre de 2014, Jose Rondon es asignado a Los Navegantes del Magallanes de la LVBP para la temporada 2014-2015
.

### 2015
El 24 de febrero de 2015, Los San Diego Padres invitaron fuera del roster a José Rondón para spring training.
El 15 de junio de 2015, José Rondón es asignado a la Doble A con San Antonio Missions de la Texas League.

### 2016
El 14 de marzo de 2016,	Los San Diego Padres vuelven a asignar a José Rondón con San Antonio Missions.
El 29 de julio de 2016, Rondón fue convocado a las Grandes Ligas de Béisbol. 
El 10 de agosto de 2016, Los San Diego Padres José Rondón fue opcionado a Triple A con los deEl Paso Chihuahuas de La Pacific Coast League.
El 6 de octubre de 2016, José Rondón vuelve a ser asignado a Los Navegantes del Magallanes de la LVBP.
El 19 de noviembre de 2015, los Padres agregaron a Rondón a su lista de 40 hombres para protegerlo del borrador de la Regla 5.
El 25 de noviembre de 2016, En la LVBP Los Tigres de Aragua y los Navegantes del Magallanes llegaron a un acuerdo para sellar un mega cambio que involucra a siete peloteros, incluyendo al SS José Rondón y a los ex bigleaguers Jean Machí y Diego Moreno, que pasan todos a los felinos, informaron ambas divisas, para la temporada 2016-17

### 2017
El 13 de marzo de 2017,	Los San Diego Padres Vuelven a colocar a José Rondón con los de El Paso Chihuahuas
El 29 de marzo de 2017,	José Rondón vuelve a ser asignado a San Antonio Missions.
El 23 de junio de 2017,	José Rondón vuelve a ser asignado a El Paso Chihuahuas.
El 14 de noviembre de 2017, José Rondón es asignado con Los Tigres de Aragua de la LVBP, para la Temporada 2017-2018.

### 2018
El 6 de enero de 2018, fue designado para por los Padres.
El 10 de enero de 2018, Rondón fue adquirido por los Medias Blancas de Chicago.
El 29 de enero José Rondón es transferido a los Leones del Caracas para brindar profundidad e inyectar juventud a las filas del equipo.
El 14 de marzo de 2018,	Los Chicago White Sox asignan a Rondón a Triple A con el Charlotte Knights de la International League.
El 5 de mayo de 2018, los Chicago White Sox hicieron el llamado José Rondón para jugar en las Grandes Ligas.
El 29 de octubre de 2018, José Rondón es asignado a Los Leones del Caracas de la LVBP, para la temporada la 2018-2019.